# بلدة كاسكو (مقاطعة ألغن)
كاسكو، مقاطعة ألغن (بالإنجليزية: Casco Township, Allegan County, Michigan)‏ هي بلدة تقع بولاية ميشيغان في الولايات المتحدة. تبلغ مساحتها 100.9 (كم²)، وترتفع عن سطح البحر 192 م، بلغ عدد سكانها 2823 نسمة في عام تعداد الولايات المتحدة 2010 حسب إحصاء مكتب تعداد الولايات المتحدة وتصل الكثافة السكانية فيها 28 نسمة/كم2.

## وصلات خارجية
- www.cascotownship.org
- The US50 - Cities and Towns in Michigan State
- Michigan Cities and Towns, Facts, Map, Flag, Colleges, Government, and More